# Miles Davis Volume 1
Miles Davis Volume 1 – album nagrany przez Milesa Davisa na dwóch sesjach: w 1952 i 1954 r. i wydany na początku 1955 roku.

## Historia i charakter albumu
Album ten zawiera nagrania z dwu z trzech całkowicie różnych sesji nagraniowych dla firmy Blue Note. W pierwszej sesji wziął udział sekstet z trzema (łącznie z trąbką Davisa) instrumentami dętymi. Sesja trzecia ograniczyła się do kwartetu.
Charakter sesji pierwszej to muzyka bardziej zespołowa, większa liczba instrumentów melodycznych nie pozwalała Davisowi na zbytnie wyróżnianie się. Podczas sesji trzeciej – trąbka Davisa jest już zdecydowanie na planie pierwszym i dzieli melodykę tylko z całkowicie różnym instrumentem jakim jest fortepian.
Pomiędzy sesją pierwszą a trzecią upłynęły prawie dwa lata. To bardzo dużo jak na ciągle jeszcze rozwijającego się muzyka, jakim był Miles Davis. Trzeba także pamiętać o tym, że nałóg heroinowy Davisa zaczynał w tym okresie osiągać swoje maksimum. Na początku 1955 r. udał się sam z własnej woli na odtrucie w swoim własnym mieszkaniu.
Sesja druga z 1953 r. znalazła się na albumie Miles Davis Volume 2.
Rok 1955 r. zakończył się dla muzyka niezwykle pomyślnie; czytelnicy pisma Down Beat wybrali go po raz pierwszy trębaczem nr 1.

## Muzycy
Sesja 1952 – sekstet
- Miles Davis – trąbka
- Jackie McLean – saksofon altowy
- J.J. Johnson – puzon
- Gil Coggins – fortepian
- Oscar Pettiford – kontrabas
- Kenny Clarke – perkusja

Sesja 1954 – kwartet
- Miles Davis – trąbka
- Horace Silver – fortepian
- Percy Heath – kontrabas
- Art Blakey – perkusja

## Lista utworów
| 1.  | Dear Old Stockholm                | 4:14  |
|     |                                   |       |
| 2.  | Chance It                         | 2:55  |
|     |                                   |       |
| 3.  | Donna                             | 3:04  |
|     |                                   |       |
| 4.  | Woody 'n You                      | 3:12  |
|     |                                   |       |
| 5.  | Yesterdays                        | 3:14  |
|     |                                   |       |
| 6.  | How Deep Is the Ocean?            | 3:23  |
|     |                                   |       |
| 7.  | Chance It (wersja alternatywna)   | 3:26  |
|     |                                   |       |
| 8.  | Donna (wersja alternatywna)       | 3:46  |
|     |                                   |       |
| 9.  | Wood 'n You (wersja alternatywna) | 4:40  |
|     |                                   |       |
| 10. | Take Off                          | 3:42  |
|     |                                   |       |
| 11. | Lazy Suzan                        | 4:02  |
|     |                                   |       |
| 12. | The Leap                          | 4:32  |
|     |                                   |       |
| 13. | Well, You Needn’t                 | 5:23  |
|     |                                   |       |
| 14. | Weirdo                            | 4:45  |
|     |                                   |       |
| 15. | It Never Entered My Mind          | 4:02  |
|     |                                   |       |
|     |                                   | 58:20 |
|     |                                   |       |

## Opis płyty
Oryginał
- Producent – Alfred Lion
- Nagranie – (1–9) 9 maja 1952; (10–15) 6 marca 1954;
- Studio – (1–9) WOR Studios, Nowy Jork
- Inżynier – Doug Hawkins
- Studio – (10–15) Van Gelder Studio, Hackensack, New Jersey
- Inżynier – Rudy Van Gelder
- Studio – Columbia Studio D (A); 30th Street Studio (B, C), Nowy Jork
- Wydanie – 1955
- Czas – 58 min. 26 sek.
- Firma nagraniowa – Blue Note
- Numer katalogowy – BP 1501

Wznowienie
- Firma nagraniowa – Manhattan Records, oddział Capitol Records
- Producent – Michael Cuscuna
- Transfer cyfrowy (cd) – Ron McMaster
- Numer katalogowy – B2-81501
- Rok wznowienia – 1988